# Noël Sinibaldi
Pour les articles homonymes, voir Sinibaldi.
Noël Sinibaldi est un footballeur français né le 11 janvier 1920 à Montemaggiore et mort le 28 octobre 2003 à Draguignan.

## Biographie
Fils de Joseph Sinibaldi et Toussainte Guidicelli, il est l'aîné d'une fratrie de sept enfants dont quatre garçons. Toute la famille quitte la Corse pour Marseille en 1929. Les trois fils ainés Noël, Pierre et Paul firent carrière dans le football. 
Après des débuts amateur au Sporting Victor Hugo (SVH) de Marseille, Noël suit son entraîneur Kohut à l'Olympique d'Antibes en 1939. Un mois après la signature du contrat, la guerre éclate. Il se retrouve mobilisé. En 1942, affecté dans le Dauphiné, il signe au FC Grenoble où il sera le meilleur buteur du championnat de zone sud. Par la suite il joue à l'Olympique nîmois. Après un passage au Toulouse FC, il est recruté par l'Olympique d'Alès en 1947.
Le 27 juillet 1948, il est transféré au Stade de Reims où il rejoint ses deux autres frères. c'est alors que les trois frères réunis rencontrent l'OM au stade Vélodrome le 31 octobre: les phocéens sont battus sur leur pelouse par 4 buts à 3 par les champenois qui prennent la tête du Championnat de France qu'ils remportent en 1949. Cette saison exceptionnelle, les trois frères Sinibaldi auront joué ensemble à quatre reprises. Noël joue 12 matches et marque 5 buts, mais n'entrant pas dans le dispositif de jeu de l'entraîneur Roessler, il est prêté à l'AS Cannes le 16 août 1949.
Il est ensuite muté le 24 octobre 1950 au SCO Angers. Il joue 33 matches et marque deux buts en deux saisons  avec les angevins.
À la fin de sa carrière professionnelle, il décide de devenir entraîneur : en 1953, il obtient le diplôme d'entraîneur régional de football (classé 1er) puis en 1955, le brevet d'entraîneur (classé 1er). De 1953 à 1956, Il est entraîneur-joueur au sporting club de Draguignan. En 1955 il amène son équipe amateur en quart de finale de la Coupe de France tenant Nice en échec 1 à 1. Le SCD a été ainsi le premier club amateur à participer au tirage des quarts de finale de Coupe de France.
Il entraine le stade Raphaëlois pendant une saison avant d'arrêter sa carrière sportive. Son petit-fils, Clément Sinibaldi, n'a malheureusement pas obtenu les qualités requises pour reprendre le flambeau (2).
Il est mort le 28 octobre 2003 à Draguignan (Var).

## Palmarès
- Champion de France 1949 avec le Stade de Reims

## Source
- Pascal Grégoire-Boutreau, Tony Verbicaro, Stade de Reims, une histoire sans fin, Editions des Cahiers intempestifs, 2001. cf. page 48 et 142.
- (2) : Passe ratée à Alvin Vuddamalay le 01/02/17 sur le terrain de Balma